# If You Leave
If You Leave – utwór z 1986 roku, wydany na ścieżce dźwiękowej do filmu Pretty in Pink. Singiel stał się hitem w USA, gdzie zajął 4. pozycję na Billboard Hot 100, natomiast w Wielkiej Brytanii nie odniósł większego sukcesu, plasując się na 48. miejscu w UK Singles Chart.
Utwór wydano na składance zespołu z 1988 roku The Best of OMD oraz dziesięć lat później na The OMD Singles.

## Lista utworów
- 7": Virgin / VS 843 (UK)

1. "If You Leave" - 4:30
2. "88 Seconds in Greensboro" - 4:20

- 7": A&M / AM 8669 (US)

1. "If You Leave" - 4:24
2. "Secret" - 3:57

- 12": Virgin / VS 843-12 (UK)

1. "If You Leave" (Extended Version) - 5:59
2. "88 Seconds in Greensboro" - 4:20
3. "Locomotion" (Live Version) - 3:50

- 12": A&M / SP-12176 (US)

1. "If You Leave" (Extended Version) - 5:59
2. "La Femme Accident" (Extended Version) - 5:36

## Pozycje na listach
| Lista (1986)                                      | Najwyższa pozycja |
| ------------------------------------------------- | ----------------- |
| UK Singles Chart                                  | 48                |
| U.S. Billboard Hot 100                            | 4                 |
| U.S. Billboard Hot Adult Contemporary Tracks      | 24                |
| U.S. Billboard Hot Dance Music/Maxi-Singles Sales | 31                |